# Lissochlora
Lissochlora is een geslacht van vlinders uit de familie spanners (Geometridae).

## Soorten
- Lissochlora albociliaria (Herrich-Schäffer, 1855)
- Lissochlora bryata (Felder & Rogenhofer, 1875)
  - = Lissochlora flavifimbriata (Warren, 1897)
- Lissochlora calida (Dognin, 1898)
- Lissochlora cecilia (Prout, 1912)
- Lissochlora daniloi Pitkin, 1993
- Lissochlora diarita (Dognin, 1898)
- Lissochlora discipuncta (Warren, 1900)
- Lissochlora eugethes Prout, 1912
- Lissochlora freddyi Pitkin, 1993
- Lissochlora hena (Dognin, 1898)
- Lissochlora hinojosae Lindt & Viidalepp, 2014
- Lissochlora hoffmannsi (Prout, 1932)
- Lissochlora inconspicua (Bastelberger, 1911)
- Lissochlora janamariae Lindt & Tasane, 2014
- Lissochlora jenna (Dognin, 1898)
- Lissochlora jocularia (Dognin, 1923)
- Lissochlora latuta (Dognin, 1898)
- Lissochlora licada (Dognin, 1898)
- Lissochlora liriata (Dognin, 1898)
- Lissochlora manostigma (Dyar, 1912)
- Lissochlora molliculata (Warren, 1904)
- Lissochlora mollissima (Dognin, 1892)
- Lissochlora monospilonota (Prout, 1916)
- Lissochlora multiseriata (Dognin, 1923)
- Lissochlora nigricornis (Warren, 1907)
- Lissochlora nigripes (Dognin, 1911)
- Lissochlora niveiceps (Prout, 1912)
  - = Phrudocentra niveiceps Prout, 1912
- Lissochlora nortia (Druce, 1892)
- Lissochlora paegnia (Prout, 1932)
- Lissochlora pasama (Dognin, 1898)
- Lissochlora pectinifera (Prout, 1916)
- Lissochlora punctiseriata (Dognin, 1910)
- Lissochlora purpureotincta (Warren, 1900)
- Lissochlora quotidiana (Prout, 1932)
- Lissochlora rhodonota (Prout, 1916)
- Lissochlora ronaldi Pitkin, 1993
- Lissochlora rufiguttata (Warren, 1900)
- Lissochlora rufipicta (Prout, 1910)
- Lissochlora rufoseriata (Prout, 1917)
- Lissochlora sanguinipunctata (Dognin, 1906)
- Lissochlora senescens (Prout, 1917)
  - = Phrudocentra senescens Prout, 1917
- Lissochlora stacta (Prout, 1932)
- Lissochlora venilineata (Warren, 1907)
- Lissochlora viridifimbria (Dognin, 1911)
- Lissochlora viridilinea (Prout, 1916)
- Lissochlora vividata (Prout, 1932)